# Nossok
Nossok (en rus: Носок) és un poble (un possiólok) del krai de Krasnoiarsk, a Rússia, que en el cens del 2010 tenia 1.692 habitants. Pertany al districte de Dudinka.